# Opel Agila
Opel Agila — мікровени, що виробляються компанією Opel з 2000 року.

## Opel Agila I (2000-2007)

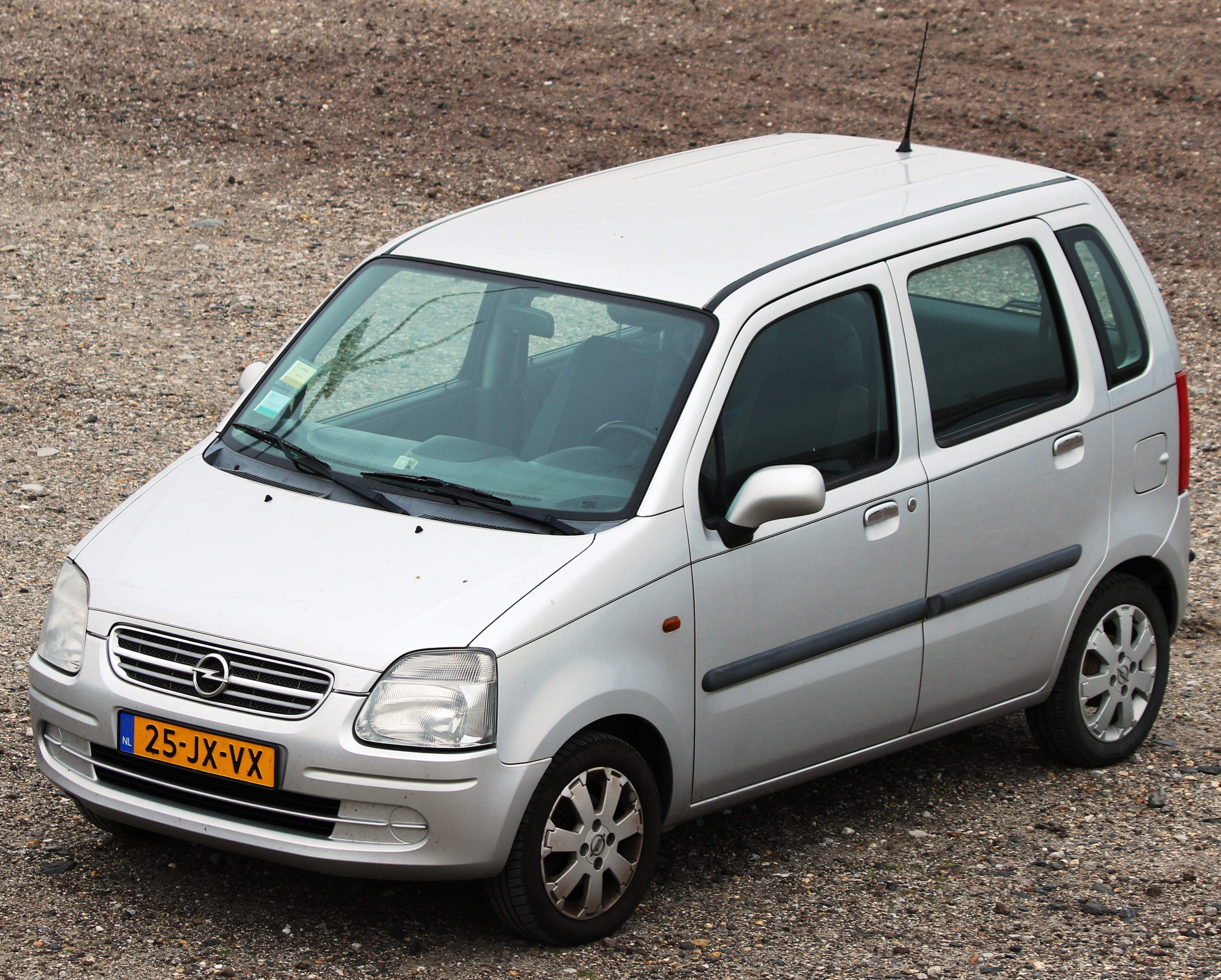
Opel Agila I

Хетчбек Opel Agila першого покоління являв собою продукт бедж-інжинірингу моделі Suzuki Wagon R. Випускався Opel в Польщі з 2000 по 2007 рік. Під капотом автівки встановлювалися бензинові мотори 1.0 і 1.2 (з родини GM Family 0), а також дизель 1.3 (з сімейства Fiat JTD).

### Двигуни
- 1.0 L D4D I3
- 1.0 L Z10XEP TwinPort I3
- 1.2 L D7F I4
- 1.2 L D4F TwinPort I4
- 1.3 L Z13DT I4 diesel

## Opel Agila II (2008-2015)

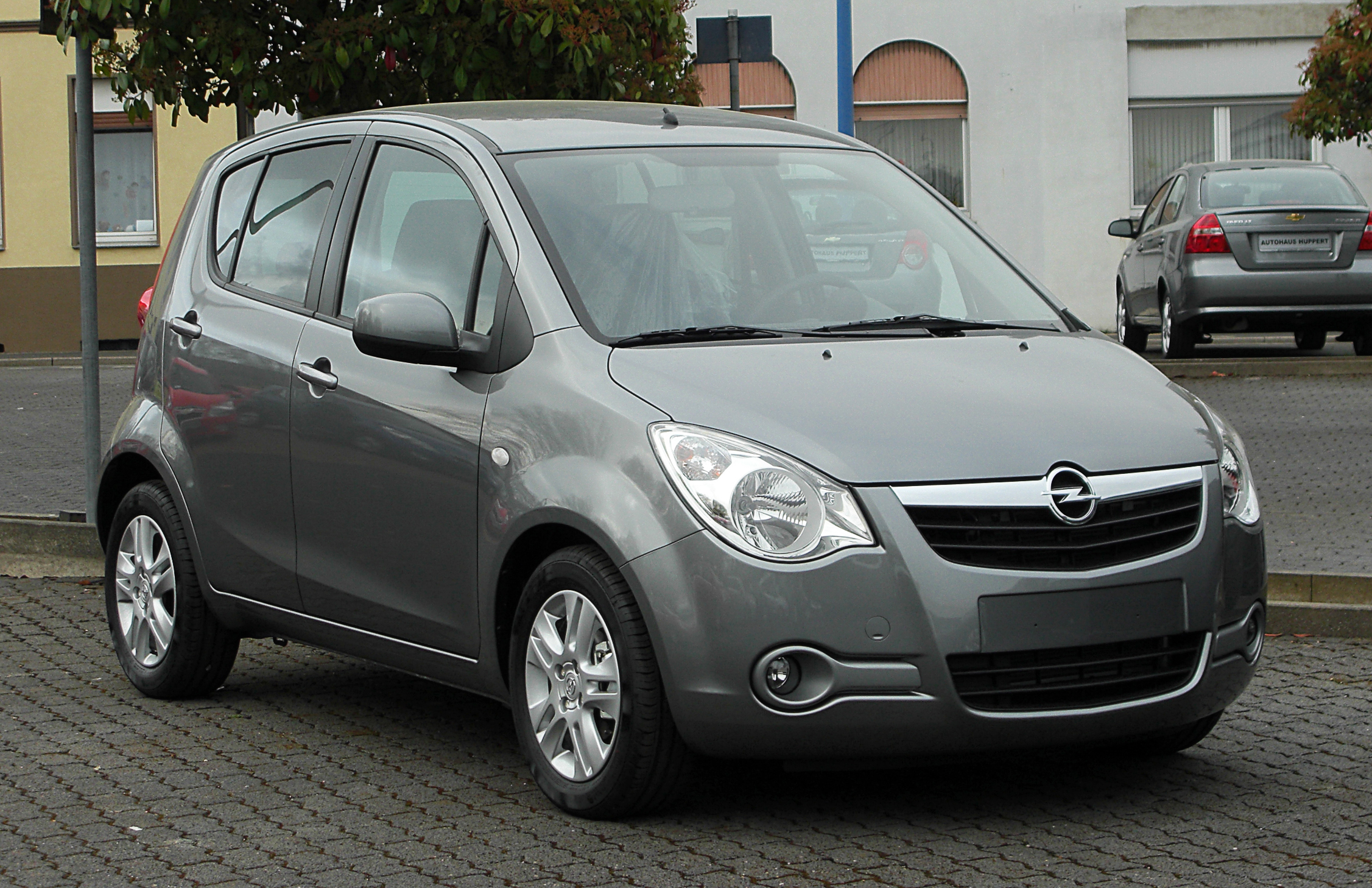
Opel Agila II

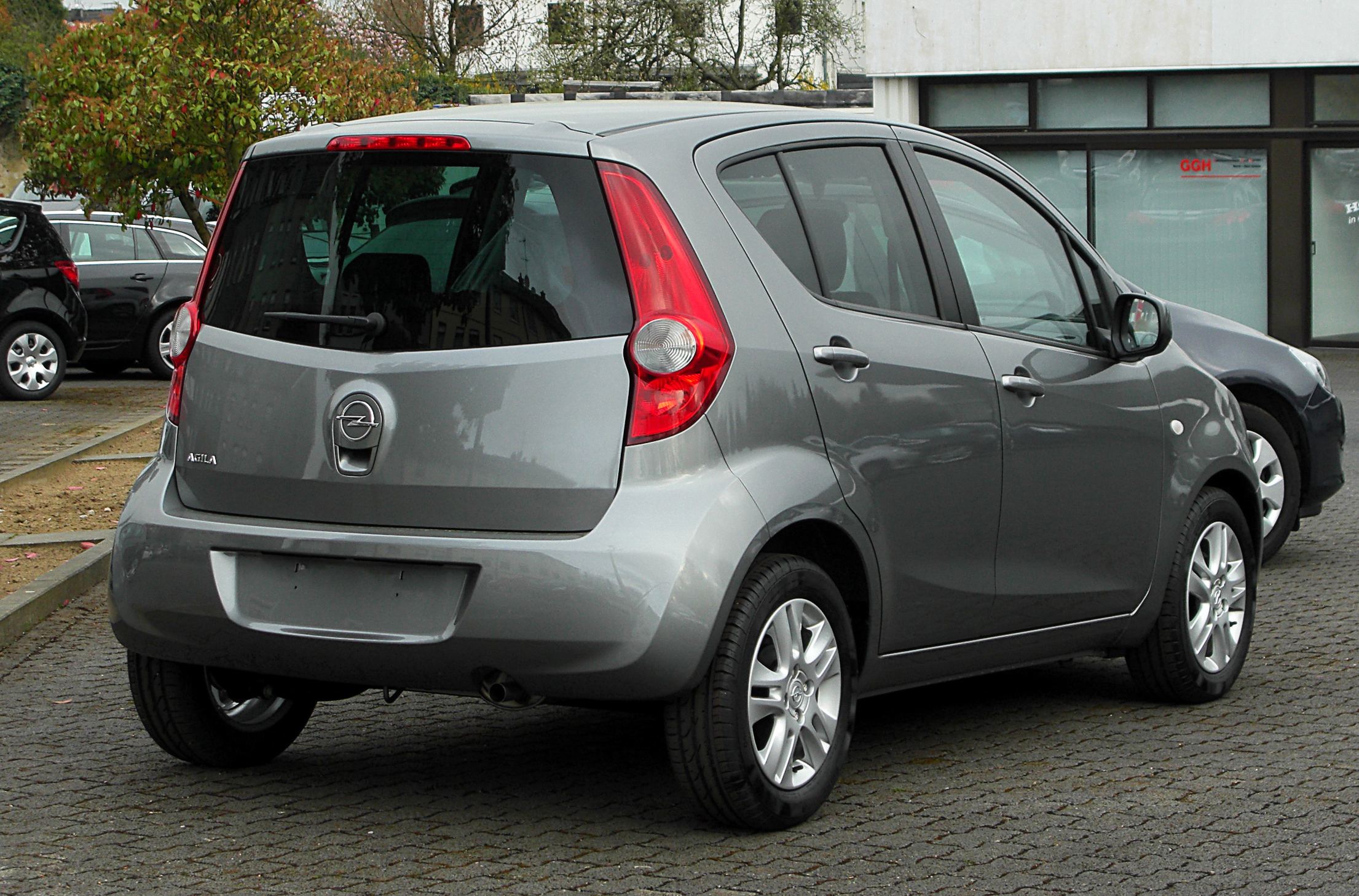

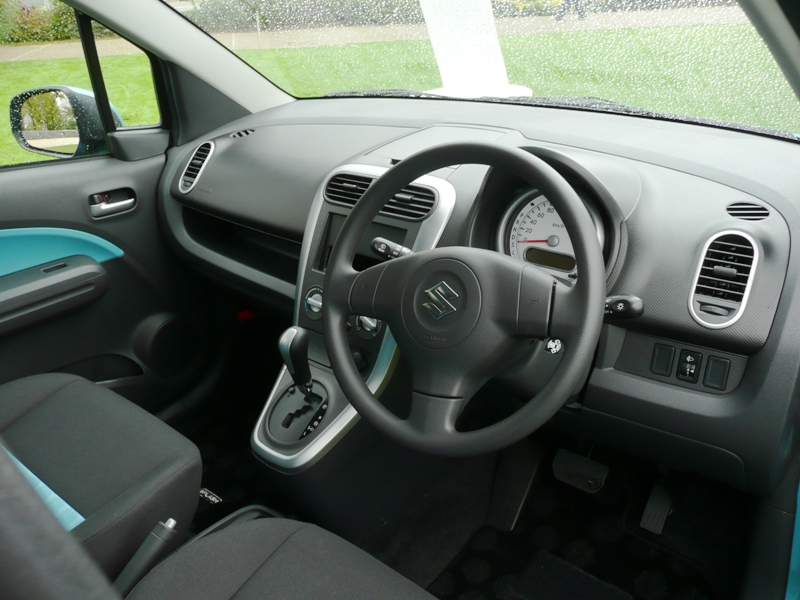

Друге покоління - Agila B - з'явилося в 2007 році. Цього разу це спочатку був спільний проєкт Опеля і Suzuki. Обидві моделі-близнючки (Agila і Splash) встали на єдиний конвеєр заводу Suzuki в Угорщині. Мотори (1.0 на 65 к.с., 1.2 на 86 к.с. і дизель 1.3 на 75 к.с.) перекочували з попередника.
Автомобіль має продуманий простір салону. Він вміщує чотирьох пасажирів, включаючи водія. Об’єм багажного відділення складає 225 літрів. Моделі S і SE отримали складні задні сидіння у співвідношенні 60/40, що дозволяє збільшити вантажний простір на 35 літрів. У салоні є достатньо місць для зберігання особистих речей, включаючи критий відсік у верхній частині панелі, місткі кишені дверей та тримачі пляшок. Експлуатаційні витрати Opel Agila досить низькі. Найменший 1,0-літровий двигун витрачає 5,8 л/100 км у змішаному циклі. Більший 1,2-літровий силовий агрегат витратить до 6,0 л/100 км. Дизельний 1,3-літровий двигун демонструє показник у 5,2 л/100 км змішаного циклу.  

### Двигуни
- 1.0 L ecoFLEX I3
- 1.2 L VVT I4
- 1.3 L CDTI I4 diesel